# Kyūtarō Wada
Kyūtarō Wada (和田久太郎, 6 février 1893 - 20 février 1928) est un anarchiste, militant syndicaliste et poète japonais. Il était surnommé "Hisa-san" ou "Kyūta" en raison de sa personnalité douce. Arrêté pour avoir essayé d'assassiner le général Fukuda Masatarō, il est condamné à la réclusion à perpétuité. Passionné de poésie depuis toujours, il s'y consacre en prison et écrit plusieurs haïkus. Il s'est suicidé peu de temps après son incarcération.
Le nom de plume sous lequel il signait ses haïkus est Suiho, et il est également connu sous le nom de Wada Suiho.

## Biographie

### Jeunesse
Kyūtarō Wada est né dans le bourg de Zaimoku, ville d'Akashi, dans la préfecture de Hyōgo. Son père travaillait pour un grossiste de poisson cru, mais la famille était pauvre avec de nombreux enfants à charge. Kyūtarō n'a pas pu aller à l'école élémentaire en raison d'une maladie de la cornée, et à l'âge de 11 ans, il quitte sa famille pour travailler comme apprenti chez un agent de change de Kitahama, à Osaka. Tout en travaillant, il fréquente les cours du soir d'une école de formation professionnelle et devient prêteur sur gages, puis ouvrier, et enfin, après avoir travaillé comme concierge et charron, il s'engage dans le mouvement ouvrier et s'intéresse au socialisme. Kyūtarō Wada se passionne également pour la poésie. Il écrit notamment des haïkus depuis l'âge de quinze ans, et organise un cercle littéraire. En 1912, ils publient une revue de haïkus, Kamigoromo ("Vêtement de papier").

### Militant anarcho-syndicaliste
Wada rejoint la Baibunsha (売文社), une société fondée en 1910 pour éditer les écrits des militants socialistes, il s'y lie d'amitié avec Toshihiko Sakai et Sakae Ōsugi notamment. Il étudie le syndicalisme avec enthousiasme, et avec Unosuke Hisaita, ils font partie de ceux qui soutiennent Sakae Ōsugi lorsque celui-ci se retrouve isolé après l'incident de Hikagechaya en 1916. À cette époque, Kyūtarō Wada logeait au premier étage de la maison Ōsugi à Kashiwagi, Yodobashi-cho, avec Hisaita et Muraki Genjiro ils partageaient la même chambre.
Kyūtarō Wada fait partie des organisateurs du mouvement anarchistes qui voyagent beaucoup à travers le Japon, notamment pour donner des conférences. Il s'adresse en priorité aux travailleurs des classes les plus pauvres, les conditions d'hébergement précaires et ces périples répétés l'éprouvent physiquement. De février à mai 1923, il se rend donc aux sources thermales de Nasu, dans la préfecture de Tochigi, là, il rencontre Naoe Horiguchi, une prostituée dont il tombe amoureux, et ils s'installent ensemble à Tokyo.

### Crime d'État et vengeance
En septembre 1923, ses proches amis Sakae Ōsugi et Itō Noe sont assassinés par la Kempetai immédiatement après le grand séisme du Kantō, lors de l'incident d'Amakasu. Il est particulièrement choqué et enfurié lorsqu'un groupe d'extrême droite nationaliste, le Taika-kai, dérobe la dépouille d'Ōsugi lors de ses funérailles (épisode connu comme l'affaire du vol de la dépouille de Sakae Ōsugi). Kyūtarō Wada prend alors la décision de venger la mort de son ami, avec quatre autres compagnons, dont Daijiro Furuta et Muraki de la Girochin-sha, il projette d'assassiner le général Masataro Fukuda, qui avait été le commandant du commandement de la loi martiale du Kanto lors de l'incident d'Amakasu dont il était tenu responsable comme tel par les anarchistes japonais.
Au départ, le projet prévoit une attaque à la bombe, et Kyūtarō fabrique des prototypes de bombe qu'il teste dans des toilettes publiques à Yanaka-Shimizu-cho, Shitaya-ku et au cimetière d'Aoyama, mais c'est un échec. Il envisage alors une attaque au pistolet. Le 1er septembre 1924, lors du premier anniversaire en mémoire du tremblement de terre, dans un restaurant français de Hongō, à Tokyo, Kyūtarō Wada tend une embuscade au général Fukuda. Cependant, Wada ne savait pas que la première cartouche était chargée à blanc pour des raisons de sécurité, et bien qu'elle ait été tirée à bout portant, la tentative d'assassinat est un échec. Kyūtarō Wada est arrêté sur place par un colonel qui accompagnait le général, presque sans blessé.

### Dernières années en prison
En 1925, Kyūtarō Wada est condamné à la réclusion à perpétuité. Le verdict a provoqué l'indignation, l'avocat Kesaya Yamazaki déclarant: "L'officier de la Kempetai pendant le tremblement de terre et les incendies, Amakasu a été libéré de prison sur parole après avoir tué trois personnes ? Hisa-san (surnom de Kyūtarō Wada) est condamnée à la prison à vie pour une tentative ! " . Toutefois, à la mort de l'empereur Taishō l'année suivante, une amnistie commue sa peine en 20 ans de prison.
Il est d'abord en détention à la prison d'Abashiri puis est transféré à la prison d'Akita. Pendant son incarcération il écrit de nombreux haïkus et autres poèmes qu'il envoie par lettre à ses amis depuis la prison. En 1927, un recueil titré Gokuso kara (獄窓から, "De la fenêtre de ma cellule") est publié, ses haïkus reçoivent des critiques élogieuses de Ryūnosuke Akutagawa.
Cependant, Wada souffrait depuis longtemps d'une maladie pulmonaire et la mort de ses compagnons, Genjiro Muraki le 24 janvier 1925, de maladie, puis Daijirō Furuta exécuté le 15 octobre 1925, l'avait durement affecté et rendu fortement pessimiste. Le 20 février 1928, vers 19 heures, Kyūtarō Wada se suicide dans sa cellule.
« もろもろの　悩みも消ゆる　雪の風 »
— Poème laissé par Kyūtarō Wada avant de se donner la mort
        
« Le vent chargé de neige efface tous les tourments »
Le corps de Wada est récupéré dans la préfecture d'Akita par Kenji Kondō et la Rōdō Undō-sha. Il est ensuite incinéré et enterré à côté de la tombe de Daijiro Furuta au cimetière d'Aoyama.

## Œuvre
- (ja) 『獄窓から』 [« De la fenêtre de ma cellule »], Rōdō Undō-sha,‎ 1927 (DOI 10.11501/1171961).

## Travaux connexes
Roman
- (ja) Ryūichi Matsushita, 久さん伝―あるアナキストの生涯 [« L'Histoire d'Hisa-san. Une vie d'anarchiste »], Tokyo, Kōdansha,‎ 1983, 296 p. (ISBN 4062006537) (roman biographique).

Films
- " Hana no ran " (華の乱, 1988) de Kinji Fukasaku; Kyūtarō Wada est joué par Takeshi Naitō, son personnage travaille avec Sakae Osugi, joué par Morio Kazama.
- " Sturm und Drunk " (シュトルム・ウント・ドランクッ, 2014) de Isao Yamada; Kyūtarō Wada est joué par Mutsuo Yoshioka, le thème est la Société de la guillotine.
- "Le Chrysanthème et la guillotine " (菊とギロチン, 2018) de Takahisa Zeze; Kyūtarō Wada est joué par Takashi Yamanaka, la Société de la guillotine est un des sujets.